# Yasunia sessiliflora
Yasunia sessiliflora är en lagerväxtart som beskrevs av Van der Werff. Yasunia sessiliflora ingår i släktet Yasunia och familjen lagerväxter. Inga underarter finns listade i Catalogue of Life.